# Immeuble au 19, rue Kervégan de Nantes
L'immeuble, bâti au XVIIIe siècle, est situé au no 19 de la rue Kervégan à Nantes, en France. L'immeuble a été classé au titre des monuments historiques en 1984.

## Historique
Le bâtiment, érigé au 18e siècle, est classé au titre des monuments historiques par arrêté du 16 juillet 1987.